# تثليث زاوية
يمكن تثليث الزاوية أحد حالات رسم الخطوط في الزوايا لتتوالى متناسبة - أي قسمة الزاوية إلى أقسام متساوية.
قد ثبت استحالة إيجاد حل عام لتلك المسائل باستعمال المسطرة والفرجار فحسب، إلا أنه توجد طرق عدة لحالات معينة منها مثلا أن رسم زاوية ما كالقائمة ثم أخذ البركار وتحديد قياس الزاوية ثم قسمته على 3 ثم تطبيقه على الزاوية.

معضلة إنشاء المنصف لزاوية.

## برهان الاستحالة
برهن بيير فانتزل على استحالة تثليث زاوية ما. كان ذلك في عام 1837. من أجل ذلك، استعمل امتداد الحقول، جزءا من الجبر المجرد. هذه المسألة عادة ما تسير مع نظرية غالوا. رغم أن هذه الأعمال نُشرت بعد وفاة غالوا، إلا أنها نُشرت قبل أعمال غالوا لأن هذه الأخيرة لم تُنشر إلا بعد وفاة غالوا. كان ذلك في عام 1846. لم يستعمل فانتزل في أعمال الصلة الموجودة بين امتداد الحقول والزمر بينما نظرية غالوا ترتكز عليها.
معضلة إنشاء زاوية قياسها هو θ تكافئ معضلة إنشاء قطعتين تكون النسبة بين طولهما تساوي الجيب التمام لهذه الزاوية θ. بحلحلة واحدة من هاتين المعضلتين، يمكن المرور إلى حلحلة المعضلة الأخرى بواسطة انشاءات المسطرة والبركار. صيغ ثلاثة أضعاف زاوية تعطي القيمة التي تربط الجيب التمام لزاوية بالجيب التمام لثلث هذه الزاوية: cos θ = 4 cos3 θ3 − 3 cos θ3.
من خلال ذلك، يتبين أنه إذا أُخذت قطعة طولها هو واحدٌ، فإن معضلة تثليث زاوية تكافيء إنشاء قطعة طولها جذر لدالة تكعيبية. هذا التكافئ يختزل معضلة تثليث زاوية في معضلة جبرية بحتة.
كل عدد جذري هو عدد قابل للانشاء. كل عدد غير جذري قابل للإنشاء في خطوة واحدة انطلاقا من مجموعة معينة من الأعداد هو جذر لمعادلة حدودية من الدرجة الثانية، معاملاتها ينتمين إلى الحقل الذي ولّدته هذه المجموعة من الأعداد.
انظر إلى متعددة حدود دنيا (نظرية الحقول) وإلى قوة العدد اثنين وإلى متعددة حدود غير قابلة للاختزال.